# Pájaros de fuego
«Pájaros de fuego» es una canción del grupo musical chileno Los Tres, registrada en su primer disco de estudio Los Tres, de 1991, es el cuarto y último sencillo desprendido del álbum. Se ha convertido en un tema de culto entre los conciertos de la banda, casi siempre estando dentro del listado de canciones. Está inspirada en los Aviones Hawker Hunter que asediaron el Palacio de la Moneda en el Golpe de Estado del 11 de septiembre de 1973, ocurrido en Chile.

## Registro
La canción fue escrita por Álvaro Henriquez en 1987, y desde entonces ha aparecido en casi todos los conciertos de la banda. Incluyendo el Unplugged, este con los temas "Un Amor Violento", "Sudapara", "La primera vez", y "He Barrido el Sol" fueron ejecutados por el grupo en su recital para MTV, Los Tres MTV Unplugged, de manera acústica en 1995. También es destacable su ejecución durante la presentación de 30 & Tr3s horas bar, donde durante su interpretación se crea un espectáculo de bailarines al ritmo de la canción, dirigido por Pascal Krumm.

## Video musical
El sencillo cuenta con un videoclip, en él está Álvaro Henriquez semi desnudo cantando la canción, esto es durante todo el video. El videoclip cuenta con efectos borrosos que crean tensión mientras se escucha la canción.